# Президентские выборы в Словакии (2014)
Президентские выборы в Словакии прошли в марте 2014 года. Первый тур состоялся 15 марта, второй — 29 марта.
Действовавший президент Словакии Иван Гашпарович не мог участвовать в выборах, так как уже избирался дважды. В первом туре участвовали 14 кандидатов: 6 от партий и 8 независимых. Во второй тур прошли кандидат от партии Курс — социальная демократия Роберт Фицо и филантроп и предприниматель Андрей Киска.
С 1 307 065 голосами (59,38 % от числа проголосовавших во втором туре) президентом избран Андрей Киска.

## Кампания
Первым о своём участии в президентских выборах 2014 года объявил известный словацкий бизнесмен и филантроп Андрей Киска. О выдвижении своей кандидатуры он заявил в октябре 2012 года. Киска стал главной сенсацией предвыборной кампании. Если в январе 2013 года его рейтинг по итогам опроса социологической организации MVK составлял всего 5,8 %, то уже в начале 2014 года количество избирателей, намеревавшихся голосовать за Киску, по данным опросов превышало 20 %.
Вторым кандидатом стал политик и юрист Ян Чарногурский, один из создателей и первый председатель Христианско-демократического движения (1990—2000), премьер-министр Словацкой Республики в 1991—1992 годах, позднее министр юстиции (1998—2002), член дискуссионного клуба «Валдай». В апреле 2013 года о своём намерении баллотироваться также объявил юрист и преподаватель Радослава Прохазка, член конституционной комиссии, вице-президент Национального совета Словацкой Республики, бывший член Христианско-демократического движения. В январе 2014 года Прохазка представил 40 000 подписей избирателей за его выдвижение. 12 июня 2013 года партия «Свобода и солидарность» решила выдвинуть на пост президента Петера Осуского, но 29 января 2014 года из-за низкой популярности своего кандидата отказалась от своих планов, решив поддержать Прохазку.
Правая оппозиция раскололась. Союз трёх правых партий «Народная Платформа» не смог сразу договориться о едином кандидате. 28 июня 2013 года Христианско-демократическое движение объявило о выдвижении своего лидера Павола Грушовского, его кандидатуру поддержала венгерская консервативная партия «Мост». В то же время, Словацкий демократический и христианский союз — Демократическая партия отказался примкнуть к христианским демократам. По данным некоторых источников, партия предпочла бы поддержать на выборах бывшего премьер-министра Ивету Радичову, однако та не захотела баллотироваться на пост президента. В декабре 2013 года, не найдя сильного кандидата, СДХС—ДП всё же поддержал кандидатуру Грушовского.
28 ноября 2013 года о своём решении баллотироваться на пост главы государства объявил актёр, политик и бывший генеральный директор TV JOJ Милан Княжко. В том же месяце выдвинул свою кандидатуру мэр города Римавска-Собота Йозеф Шимко, кандидат от партии «Словацкое современное общество».
18 декабря 2013 года правящая партия «Курс — социальная демократия» выбрала своим официальным кандидатом премьер-министра Словакии Роберта Фицо, который согласно опросам общественного мнения имел наибольшие шансы на победу на президентских выборах. В декабре 2013 года партия «Обычные люди» выдвинула на пост президента депутата парламента Елену Мезенску, в чью поддержку было собрано 22 057 подписей. 16 000 подписей были собраны за выдвижение кандидата от Коммунистической партии Словакии Яна Юришта, бывшего посла Словакии в Аргентине.
О своих намерениях баллотироваться на пост президента также заявляли общественный деятель Любица Блашкова (единственный кандидат-женщина), Леонид Хованец (ранее инженер-строитель, ныне пенсионер по инвалидности) и активист движения за венгерскую автономию Янош Боса. Никому из них не удалось собрать нужное количество подписей. Среди возможных кандидатов на пост президента также назывались известный словацкий художник-самоучка Пётр Калмус и звезда словацкого хоккея Петер Штястный.
Андрей Киска, Радослав Прохазка и Милан Княжко заявили, что в случае невыхода во второй тур готовы предоставить свои рекламные щиты кандидату, который будет соперником Роберта Фицо.

## Кандидаты
Кандидаты от партий:
- Роберт Фицо — действующий премьер-министр, лидер правящей партии «Курс — социальная демократия»
- Павол Грушовский — председатель парламента Словакии, лидер Христианско-демократического движения
- Дьюла Бардош — кандидат Партии венгерской коалиции
- Йозеф Шимко — мэр Римавска-Собота, кандидат от партии «Словацкое современное общество».
- Станислав Мартинчко — бизнесмен и председатель партии Коалиция граждан Словакии
- Ян Юришта — бывший посол Словакии в Аргентине, кандидат Коммунистической партии Словакии
- Елена Мезенска — депутат парламента от партии «Обычные люди»

Независимые кандидаты:
- Андрей Киска — бизнесмен и филантроп
- Милан Княжко — актёр, в конце 1980-х годов один из видных деятелей движения «Общественность против насилия» и Бархатной революции в Чехословакии
- Радослав Прохазка — адвокат, бывший член Христианско-демократического движения
- Ян Чарногурский — бывший председатель Христианско-демократического движения
- Милан Мелник — учёный
- Йозеф Бехил — бизнесмен и общественный деятель
- Вильям Фишер — сердечно-сосудистый хирург

## Опросы
| Дата          | Агентство | Ян Чарногурский | Роберт Фицо | Павол Грушовский | Андрей Киска | Милан Княжко | Петер Осуский | Радослав Прохазка |
| ------------- | --------- | --------------- | ----------- | ---------------- | ------------ | ------------ | ------------- | ----------------- |
| Январь 2013   | MVK       | 9,5 %           | 29,0 %      | 11,7 %           | 5,8 %        | —            | —             | —                 |
| Май 2013      | MVK       | 17,2 %          | 41,9 %      | —                | 13,3 %       | —            | 2,8 %         | 16,4 %            |
| Июль 2013     | MVK       | 11,2 %          | 43,6 %      | 15,0 %           | 11,8 %       | —            | 2,8 %         | 15,6 %            |
| Июль 2013     | Focus     | 5,2 %           | 36,3 %      | 13,4 %           | 18,9 %       | —            | 1,1 %         | 5,8 %             |
| Июль 2013     | Polis     | 11,8 %          | 44,6 %      | 15,2 %           | 9,6 %        | —            | 4,0 %         | 14,8 %            |
| Сентябрь 2013 | Focus     | 8,8 %           | 38,4 %      | 17,3 %           | 20,0 %       | —            | 3,8 %         | 11,7 %            |
| Октябрь 2013  | MVK       | 8,9 %           | 37,9 %      | 17,6 %           | 13,2 %       | —            | 4,4 %         | 18,1 %            |
| Октябрь 2013  | Focus     | 7,7 %           | 37,8 %      | 17,9 %           | 17,6 %       | —            | 3,9 %         | 15,1 %            |
| Ноябрь 2013   | Focus     | 5,9 %           | 36,9 %      | 15,6 %           | 17,9 %       | 7,2 %        | 4,2 %         | 10,3 %            |
| Февраль 2014  | Focus     | 1,7 %           | 37,0 %      | 7,3 %            | 20,4 %       | 12,9 %       | —             | 10,3 %            |
| Март 2014     | Polis     | 2,5 %           | 37,8 %      | 5,2 %            | 26,4 %       | 11,2 %       | —             | 8,1 %             |

## Результаты
| Кандидат                         | Партия                                              | 1-й тур   | 1-й тур | 2-й тур   | 2-й тур |  |
| Кандидат                         | Партия                                              | Голоса    | %       | Голоса    | %       |  |
| -------------------------------- | --------------------------------------------------- | --------- | ------- | --------- | ------- |  |
| Роберт Фицо                      | Курс — социальная демократия                        | 531 919   | 28,0    | 893 841   | 40,61   |  |
| Андрей Киска                     | Независимый кандидат                                | 455 996   | 24,0    | 1 307 065 | 59,38   |  |
| Радослав Прохазка                | Независимый кандидат                                | 403 548   | 21,2    |           |         |  |
| Милан Княжко                     | Независимый кандидат                                | 244 401   | 12,9    |           |         |  |
| Дьюла Бардош                     | Партия венгерской коалиции                          | 97 035    | 5,1     |           |         |  |
| Павол Грушовский                 | Христианско-демократическое движение, СДХС-ДП, Мост | 63 298    | 3,3     |           |         |  |
| Елена Мезенска                   | Независимый кандидат                                | 45 180    | 2,4     |           |         |  |
| Ян Юришта                        | Коммунистическая партия Словакии                    | 12 209    | 0,6     |           |         |  |
| Ян Чарногурский                  | Независимый кандидат                                | 12 207    | 0,6     |           |         |  |
| Вильям Фишер                     | Независимый кандидат                                | 9514      | 0,5     |           |         |  |
| Йозеф Бехил                      | Независимый кандидат                                | 9126      | 0,5     |           |         |  |
| Милан Мелник                     | Независимый кандидат                                | 7678      | 0.4     |           |         |  |
| Йозеф Шимко                      | Словацкое современное общество                      | 4674      | 0,2     |           |         |  |
| Станислав Мартинчко              | Коалиция граждан Словакии                           | 2547      | 0,1     |           |         |  |
| Всего                            | Всего                                               | 1 899 332 | 100,00  | 2 200 906 | 100,00  |  |
| Проголосовавших избирателей/Явка | Проголосовавших избирателей/Явка                    |           | 43,40   |           | 50,48   |  |
| Источник:                        |                                                     |           |         |           |         |  |